# Факультет права, публічного управління та адміністрування ВДПУ ім. М. Коцюбинського
Факультет права, публічного управління та адміністрування Вінницького державного педагогічного університету імені Михайла Коцюбинського створено 1 вересня 2021 року.

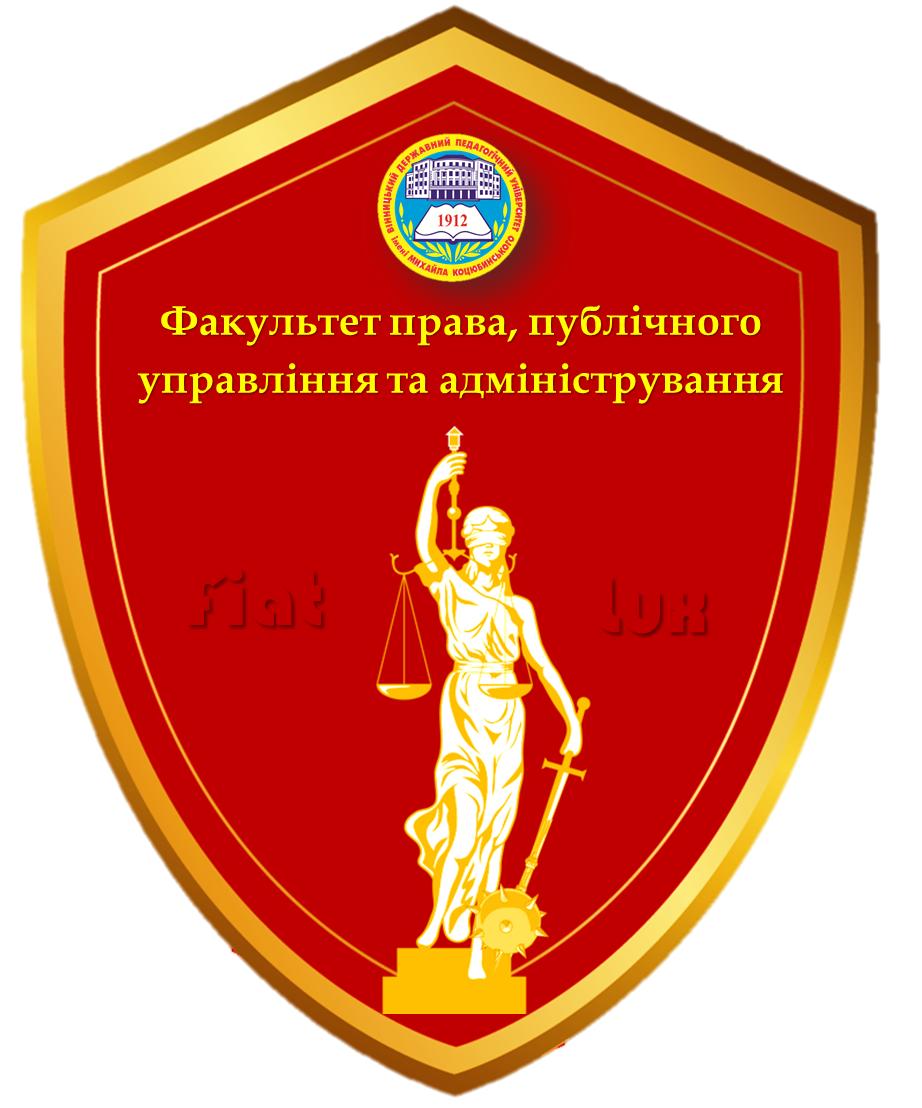
Логотип факультету права, публічного управління та адміністрування ВДПУ ім. М. Коцюбинського

Факультет є базовим навчально-науковим структурним підрозділом Педуніверситету з підготовки, перепідготовки та підвищення кваліфікації фахівців у сфері права і публічного управління та адміністрування. Факультет створено з метою проведення цілеспрямованої освітньої, навчальної, наукової, виховної, профорієнтаційної,методичної, експертної, організаційної, інноваційної та інформаційної діяльності у сфері підготовки висококваліфікованих фахівців.

## Структура
У складі факультету налічувалося три кафедри та структурні підрозділи:

#### Кафедра публічного управління та адміністрування
Кафедра публічного управління та адміністрування – є випусковою кафедрою за фахом «Публічне управління та адміністрування» за першим (бакалаврським), другим (магістерським) та третім (освітньо-науковим, PhD) рівнями вищої освіти. 
Кафедра публічного управління та адміністрування утворена 31 серпня 2021 р. вченою радою Вінницького державного педагогічного університету імені Михайла Коцюбинського та стала правонаступницею кафедри права та публічного управління. Колектив кафедри забезпечує викладання навчальних дисциплін за освітньо-професійними програмами підготовки фахівців зі спеціальності 281 Публічне управління та адміністрування за другим, третім та четвертим рівнями вищої освіти (бакалавр, магістр, доктор філософії). На цей час у складі кафедри працює відповідна кількість науково-педагогічних працівників. Серед них, штатними працівниками підрозділу є 2 доктори наук з державного управління, професори (Лазор О. Я., Лазор О. Д.); 2 доктори історичних наук, професори (Кононенко В. В., Годлевська В. Ю.); 3 доктори економічних наук, професори (Денисюк О. М., Климчук О.В., Галаченко О.О.); 2 кандидата наук з державного управління, доценти (Яременко О. І., Юник І. Г.); 2 кандидата наук з державного управління, старші викладачі (Левицький А. О., Назаренко М. О.); 3 кандидата філософських наук, доценти (Гриб В. І., Конотопенко О. П..), 1 кандидат історичних наук, доцент (Лапшин С. А.); 2 кандидата економічних наук, старші викладачі (Зубар І. В., Онищук Ю. В.). Усі науково-педагогічні працівники кафедри мають освітню та/або професійну кваліфікацію, відповідну освітнім програмам. Кожен із викладачів, які забезпечують освітній процес мають не менше чотирьох досягнень у професійній діяльності за останні п’ять років, визначених у пункті 38 «Ліцензійних умов провадження освітньої діяльності» (2021 р.). Завідувач кафедри доктор історичних наук, професор Кононенко В. В.
Структурним підрозділом кафедри є Науково-дослідна лабораторія «Центр економіко-правових проблем публічного управління». Лабораторія створена з метою координації та здійснення досліджень з економіко-правових проблем державного управління та місцевого самоврядування, практичного вирішення завдань у цих сферах, а також сприяння розвитку регіону. Лабораторія є творчим об’єднанням співробітників кафедри публічного управління та суміжних кафедр факультету права, публічного управління та адміністрування ВДПУ ім. М. Коцюбинського, які займаються науково-дослідною та експертною діяльністю у сфері економічних та правових проблем публічного управління. До наукової роботи у Лабораторії також залучаються стейкхолдери, практичні працівники сфери публічного управління, науковці інших закладів вищої освіти, наукові співробітники науково-дослідних установ, здобувачі вищої освіти (склад лабораторії).
Кафедра забезпечує видання збірника наукових праць «Публічне управління і право: історія, теорія, практика» (свідоцтво про реєстрацію друкованого засобу масової інформації КВ №24837-14777Р), що спрямований на дослідження найбільш актуальних і перспективних напрямків галузей знань «Публічне управління та адміністрування» та «Право»; є майданчиком наукової комунікації між дослідниками-теоретиками і практиками; створює можливості для науковців, викладачів, аспірантів, магістрантів і студентів для оприлюднення результатів досліджень та їх вільного поширення.
Наукова робота кафедри спрямована на дослідження актуальних проблем публічного управління та адміністрування. Результати досліджень викладачі узагальнюють у наукових статтях, посібниках, методичних розробках, тезах виступів на міжвузівських, регіональних, всеукраїнських та міжнародних наукових конференціях.

#### Кафедра публічно-правових дисциплін
Кафедра публічно - правових дисциплін – забезпечує підготовку здобувачів вищої освіти в галузі знань 08 «Право» спеціальності 081 «Право» шляхом формування компетентностей, необхідних для розуміння сутності та функцій публічного права, особливостей застосування його норм та правового регулювання суспільних відносин у публічній сфері.
Кафедра тісно співпрацює з роботодавцями, залучає їх до обговорення ОП «Право», за їхнього сприяння організовує практичну підготовку здобувачів вищої освіти в органах державної влади, органах місцевого самоврядування, прокуратури, Національної поліції України, державної виконавчої служби (приватний виконавець), державної судової адміністрації України, нотаріату (приватний нотаріус), судових органах, адвокатських об’єднаннях (адвокат), центрах (бюро) з надання безоплатної правової допомоги, територіальних підрозділах Міністерства юстиції України тощо. Зокрема укладено договори (меморандумами) про співробітництво – з Вінницьким міським судом, Вінницьким апеляційним судом, Господарським судом Вінницької області, Сьомим апеляційним адміністративним судом, Регіональним центром з надання безоплатної вторинної правової допомоги у Вінницькій області, Касаційним адміністративним судом у складі Верховного Суду, Вінницькою обласною радою, сільськими та районними радами та ін. Провідні фахівці у сфері юриспруденції беруть участь у проведенні гостьових лекцій, передачі студентам досвіду роботи.
Більшість викладачів кафедри мають стаж практичної роботи за фахом (Ковальчук Ю. І., Оверковська Т. К., Остапенко О. Є., Удод А. Є.).
Пріоритетним напрямом діяльності професорсько-викладацького складу є науково-дослідна робота, яка здійснюється в межах кафедральної теми «Розвиток законодавства України в публічній сфері в умовах євроінтеграції» (державний реєстраційний номер: 0121U113446)
Викладачі публікують статті у періодичних наукових виданнях, що включені до переліку фахових видань України, до наукометричних баз, зокрема Scopus, Web of Science Core Collection (Мельничук О. Ф., Ковальчук Ю. І., Остапенко О. Є., Тарасєвич Т. Ю., Удод А. М.), є авторами монографій (Мельничук О. Ф., Оверковська Т. К., Удод А. Є.) та навчальних посібників (Мельничук О. Ф., Оверковська Т. К.), постійно беруть участь у науково-практичних конференціях, круглих столах, є членами редакційних колегій наукових видань тощо.
Науково-педагогічні працівники постійно підвищують кваліфікацію, зокрема й шляхом проходження міжнародного стажування у Панєвропейський університет, Словаччина (Мельничук О. Ф.), Вищій Духовній Семінарії Асоціації Католицького Апостольства, Польща (Мельничук О. Ф., Ковальчук Ю. І., Тарасєвич Т. Ю.), Університеті фінансів, бізнесу і підприємництва, Болгарія (Удод А. М.) та ін.
При кафедрі функціонує Науково-практичний центр медіації і права, метою якого є здійснення наукових досліджень, освітньої діяльності, надання практичних послуг у сфері медіації і права, а також підвищення правової свідомості, культури та освіченості населення.
Викладачі кафедри виконують обов’язки кураторів, формують у студентів правові та моральні цінності шляхом проведення низки виховних заходів, організації зустрічей з провідними фахівцями у сфері юриспруденції.

#### Кафедра фундаментальних та приватно правових дисциплін
Кафедра фундаментальних і приватно - правових дисциплін – забезпечує підготовку здобувачів вищої освіти в галузі знань 08 «Право» спеціальності 081 «Право»,  галузі знань 07 «Управління та адміністрування» спеціальності 073 Менеджмент (ОПП Менеджмент в юридичній діяльності», галузі знань 01 «Освіта» спеціальності 014.03 Середня освіта (Історія. Правознавство)
Кафедра фундаментальних і приватно-правових дисциплін була створена у 2021 році з метою підготовки фахівців з права, управління, правничої підготовки вчителів правознанавста В 2021 році її очолила кандидат юридичних наук, адвокат Тетяна Кронівець.
Колективом кафедри досягнуто значних наукових, навчально-методичних та професійних результатів, зокрема: удосконалення робочих навчальних планів та програм дисциплін відповідно до змін, які постійно відбуваються у сфері права; освоєння нових дисциплін, розробка методик їх викладання; видання підручників, навчальних посібників, навчально-методичних комплексів; вдосконалення методів, форм та технічного супроводу проведення занять.
Велику роль у навчанні відіграє проведення і підготовка ситуативних занять, дискусій, що допомагають активізувати мислення студентів, підвищити їх самостійність у вирішенні проблем. Такі активні методи забезпечують емоційну обстановку відтворення знань, полегшують засвоєння навчального матеріалу, створюють сприятливий для засвоєння знань настрій, заохочують до навчальної роботи.
Отримані теоретичні знання студенти можуть використати під час стажування та практичної підготовки. 
На факультеті діє юридична клініка «Таліон», керівником якої є кандидат юридичних наук, доцент Удод М.В., та Подільський центр прав дитини (керівник канд. юр. н. доц. Кронівець Т.М.), де студенти мають можливість закріпити отримані теоретичні знання, здобути важливі практичні навички, проводити наукові дослідження.
Кафедра тісно співпрацює з роботодавцями, залучає їх до обговорення ОП Право, ОП Менеджмент в юридичній діяльності, за їхнього сприяння організовує практичну підготовку здобувачів вищої освіти в органах державної влади, органах місцевого самоврядування, прокуратури, Національної поліції України, державної виконавчої служби (приватний виконавець), державної судової адміністрації України, нотаріату (приватний нотаріус), судових органах, адвокатських об’єднаннях (адвокат), центрах (бюро) з надання безоплатної правової допомоги, територіальних підрозділах Міністерства юстиції України тощо. Зокрема укладено договори (меморандумами) про співробітництво – з Вінницьким міським судом, Вінницьким апеляційним судом, Господарським судом Вінницької області, Сьомим апеляційним адміністративним судом, Вінницьким окружним адміністративним судом, Регіональним центром з надання безоплатної вторинної правової допомоги у Вінницькій області, Касаційним адміністративним судом у складі Верховного Суду, Вінницькою обласною радою, сільськими та районними радами та ін. Провідні фахівці у сфері юриспруденції беруть участь у проведенні гостьових лекцій, передачі студентам досвіду роботи.
В основі методичної роботи кафедри лежить принцип вільного розвитку особистості та пріоритетності інтересів самовираження та самореалізації студентів.
Робота спрямована на удосконалення існуючих форм і видів занять зі студентами, створення і удосконалення навчально-методичних комплексів з дисциплін і спеціальностей у відповідності із сучасними вимогами до рівня підготовки фахівців.
Велика увага на кафедрі приділяється питанню інтенсифікації навчального процесу, індивідуалізації навчання та пошуку інноваційних підходів. В сучасних умовах інтенсивного розвитку всіх сфер діяльності суспільства потреба в інноваційності постає як мета. Основною метою освіти є сприяння формуванню у студентів інноваційного мислення та професійних підходів до справи.
Для вирішення цієї задачі необхідне постійне удосконалення навчального процесу, розробка та впровадження нових ефективних інноваційних методів навчання, детальний аналіз та узагальнення досягнень, що існують в Україні та в усьому світі, підготовка та проведення наукових конференцій для студентів. У зв'язку з цим суттєво підвищується роль методичної роботи кафедри, активна діяльність у цьому процесі як викладачів, так і студентів.
Кафедра постійно проводить науково-дослідну роботу, яка сприяє відповідності наукової основи потребам ринку праці та суспільства України та світу. Дослідна робота сприяє подальшому розвитку та підвищенню кваліфікаційного рівня викладачів.
Викладачі та студенти кафедри фундаментальних і приватно-правових дисциплін щороку організують та беруть участь у міжнародних науково-практичних конференціях в Україні та за кордоном, за матеріалами яких видаються збірники наукових статей. Участь у конференціях дає можливість зрозуміти ключові проблеми на сучасному етапі права України, побачити сучасні тенденції, зміни та перспективи розвитку права. Участь у семінарах та конференціях сприяє вдосконаленню наукової роботи викладачів та студентів.

## Співпраця
За перший рік функціонування факультету як окремого структурного підрозділу значно розширено та офіційно закріплено, підписанням угод та меморандумів, співпрацю з органами державної влади, органами місцевого самоврядування Верховним Судом України, судами Вінницької та сусідніх областей, Міжрегіональними управліннями юстиції, НАДС, Громадськими організаціями, приватними виконавцями (юристи, медіатори, нотаріуси), приватними бізнес – структурами. Активно реалізується молодіжна політика, де важлива участь належить студентському самоврядуванню факультету (підписано ряд угод з молодіжними радами шкіл та територіальних громад). 

## Спеціальності
На факультеті здійснюється підготовка фахівців за спеціальностями 081 Право, 281 Публічне управління та адміністрування та 073 Менеджмент за такими освітніми програмами:
- Право (перший (бакалаврський) та другий (магістерський) рівень вищої освіти)
- Публічне управління та адміністрування (перший (бакалаврський),  другий (магістерський)та третій (освітньо-науковий) рівень вищої освіти)
- Місцеве самоврядування та управління (перший (бакалаврський)  рівень вищої освіти)
- Адміністративний менеджмент (перший (бакалаврський) рівень вищої освіти)
- Менеджмент в юридичній діяльності (перший (бакалаврський) та другий (магістерський) рівень вищої освіти)

## Наукова діяльність факультету
- Круглий стіл з нагоди 25-ї річниці Конституції України і 30-ї річниці незалежності України «ІНФОРМАЦІЙНЕ, ПРАВОВЕ ТА УПРАВЛІНСЬКЕ ЗАБЕЗПЕЧЕННЯ ІННОВАЦІЙНОГО РОЗВИТКУ РЕГІОНУ» 17 червня 2021 року[3].
- Круглий стіл «Розвиток інститутів місцевого самоврядування в умовах децентралізації публічної влади в Україні» 02 грудня 2021 року[4][5]
- І-а Всеукраїнська науково-практична конференція «Забезпечення прав людини: національний та міжнародний виміри» 10 грудня 2021 року[6][7].
- Круглий стіл « Захист прав дітей в умовах війни» 17 травня 2022 року.
- І-ша Міжнародна науково-практична конференція «Національне та міжнародне право: історія, сучасність, перспективи розвитку» 9-10 червня 2022 року.